# Соломашине
Солома́шине —  село в Україні, у Кролевецькій міській громаді Конотопського району Сумської області. Населення становить 42 осіб. До 2020 орган місцевого самоврядування — Бистрицька сільська рада.

## Населення

### Мова
Розподіл населення за рідною мовою за даними :
| Мова       | Кількість | Відсоток |
| ---------- | --------- | -------- |
| українська | 42        | 100%     |

## Географія
Село Соломашине знаходиться за 5,5 км від міста Кролевець, до села примикає село Безкровне, на відстані 1 км розташовані села Загорівка і Хоменкове. По селу протікає пересихаючий струмок. Поруч проходить автомобільна дорога Т 1907.

## Історія
12 червня 2020 року, відповідно до розпорядження Кабінету Міністрів України № 723-р «Про визначення адміністративних центрів та затвердження територій територіальних громад Сумської області», село увійшло до складу Кролевецької міської громади.
19 липня 2020 року, в результаті адміністративно-територіальної реформи та ліквідації Кролевецького району, увійшло до складу новоутвореного Конотопського району.

## Символіка
На гербі зображено перехрещені 2 ціпи і стіг соломи. Ці символи ведуть до назви села (герб є промовистим).